# Neocosmospora vasinfecta
Neocosmospora vasinfecta är en svampart som beskrevs av E.F. Sm. 1899. Neocosmospora vasinfecta ingår i släktet Neocosmospora och familjen Nectriaceae.  Utöver nominatformen finns också underarten africana.